# Оттана
Оттана (итал. Ottana) — коммуна в Италии, располагается в регионе Сардиния, подчиняется административному центру Нуоро.
Население составляет 2526 человек, плотность населения составляет 55,94 чел./км². Занимает площадь 45,16 км². Почтовый индекс — 8020. Телефонный код — 0784.
Покровителем населённого пункта считается святитель Николай, Мирликийский Чудотворец. Праздник ежегодно празднуется 15 мая.